# Caroline Munro

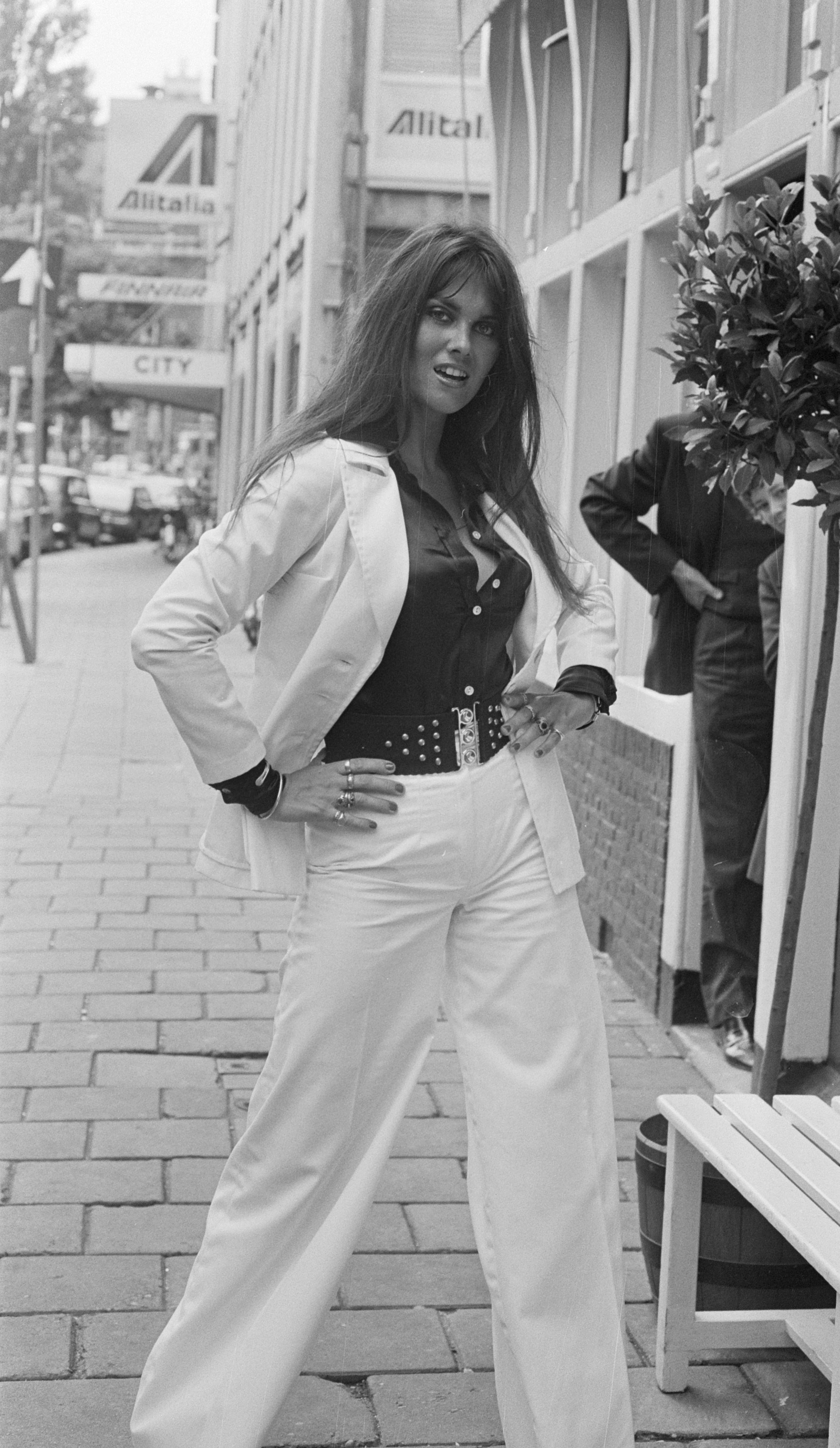
Caroline Munro i Amsterdam, 1974.

Caroline Munro, född 16 januari 1949 i Windsor, Berkshire, är en brittisk skådespelerska och fotomodell. Hon är mest känd för sin medverkan i diverse skräckfilmer från Hammer Horror, samt som bondbrud i Älskade spion, där hon spelar skurken Karl Strombergs helikopterpilot, Naomi. Hon var också med i filmen Sinbads fantastiska resa.